# معركة الرطبة
معركة الرطبة هي معركة عسكرية حدثت في أقصى غرب العراق في مدينة الرطبة الواقعة في جنوب غرب محافظة الانبار التي يسكنها قرابة 30 الف نسمة، حيث سيطرة تنظيم الدولة الإسلامية (داعش) على المدينة في 22 يونيو 2014 لمدة عامين، حتى بدأت القوات الامنية العراقية عملية واسعة غرب محافظة الانبار في 16 مايو 2016 لتحرير مدينة الرطبة وبدأت المعركة ضد تنظيم داعش من ثلاث محاور حيث بلغ عدد مقاتلي تنظيم داعش بين 100-400 مقاتل وأعلنت القوات العراقية المشتركة تحريرها في 18 مايو 2016 بعد يومين من المعارك ضد داعش.

## أهمية المنطقة
تعتبر مدينة الرطبة منطقة مهمة وذلك بسبب أرتباط المدينة بطريق أستراتيجي يربط العراق والأردن وأيضا العراق وسورية عبر مدينة القائم وبذلك فهية تشكل خطر كبير على محافظة كربلاء عن طريق النخيب التي لم تسقط بيد داعش وأيضا تمثل طريق نقل أمدادات التنظيم إلى شرق محافظة الانبار.